# Ronja Røverdatter (tv-serie)
Ronja Røverdatter er en svensk tv-serie baseret på romanen af samme navn fra 1981 af Astrid Lindgren. Serien består af 12 episoder, fordelt på to sæsoner. Den første sæson, der består af seks episoder, havde premiere den 28. marts 2024, mens den anden sæson havde premiere den 24. oktober samme år. Kerstin Linden spiller titelrollen som Ronja. Andre medvirkende tæller eksempelvis Sverrir Gudnason, Pernilla August, Vera Vitali, Johan Ulveson, Kim Kold og Joakim Nätterqvist med flere.
Lisa James Larsson instruerede den første sæson ud fra et manuskript af Hans Rosenfeldt. Serien er produceret af Bonnie Skoog Feeney og Mattias Arehn i samarbejde med filmselskaberne Degeto, Filmlance International og Film i Väst.

## Medvirkende
- Kerstin Linden som Ronja
- Jack Bergenholtz Henriksson som Birk
- Christopher Wagelin som Mattis
- Krista Kosonen som Lovis
- Sverrir Gudnason som Borka
- Maria Nohra som Undis
- Pernilla August som Valdir
- Vera Vitali som Cappa
- Johan Ulveson som Skalle-Per
- Per Lasson som Sturkas
- Mattias Silvell som Joen
- David Wilberg som Jutis
- Lancelot Ncube som Tjegge
- Omid Khansari som Fjosok
- Björn Elgerd som Tjorm
- Nils Kärnekull som Lill-Klippen
- Linus Eklund Adolphson som Pelje
- Isa Aouifia som Turre
- John Alexander Eriksson som Knotas
- Kim Kold som Labbas
- Logi Tulinius som Ulv
- Joakim Nätterqvist som Dockas
- Fredrik Alfredsson som Björn